# География Чувашии

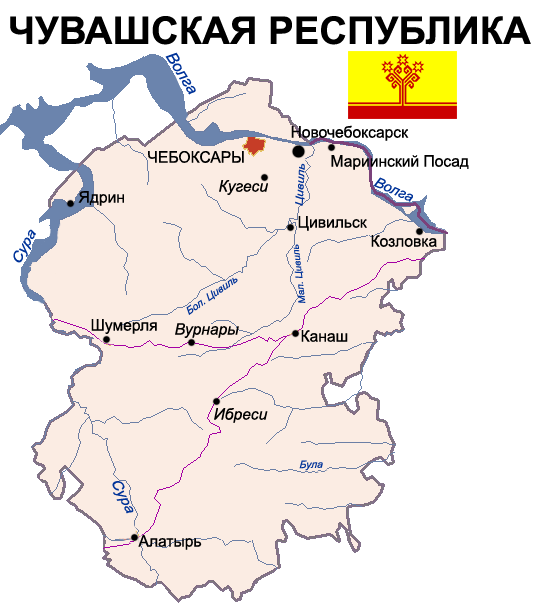
Карта Чувашии

Чувашская Республика расположена на востоке Восточно-Европейской равнины, преимущественно на правобережье Волги, между её притоками Сурой и Свиягой. Территория — 18,3 тыс. км². Протяжённость территории республики — 190 км с севера на юг и 160 км с запада на восток.
Самая высокая точка над уровнем моря — 286,6 метра.

### Почвы
Ценные чернозёмные почвы расположены на юго-востоке по границе с Республикой Татарстан, на юго-западе, к западу от течения р. Сура и в междуречье рек Большого и Малого Цивиля.

### Водные ресурсы
Гидроэлектропотенциал реки Волги в республике не полностью реализован на Чебоксарской ГЭС.
На реке Сура до 1969—1970 годов обитало многочисленная популяция стерляди.

### Полезные ископаемые
Месторождения фосфоритов с запасами руд в 148,7 млн т, горючих сланцев с запасами в 199,1 млн т, месторождения торфа.

### Природа
- Национальный парк «Чӑваш Вӑрмане»
- Присурский заповедник
- Фауна Чувашии
- Флора Чувашии

### Климат
Чувашия находится в зоне с умеренно континентальным климатом и входит в лесостепную и лесную природные зоны. Средняя многолетняя температура воздуха в январе составляет −13°С; в июле +19°С. Среднегодовой объём выпадения осадков — 530—570 мм.

### Климатограмма
| Показатель                    | Янв.  | Фев.  | Март  | Апр.  | Май  | Июнь | Июль | Авг. | Сен. | Окт.  | Нояб. | Дек.  | Год   |
| ----------------------------- | ----- | ----- | ----- | ----- | ---- | ---- | ---- | ---- | ---- | ----- | ----- | ----- | ----- |
| Абсолютный максимум, °C       | 4,2   | 5,0   | 11,0  | 29,5  | 33,4 | 37,5 | 35,6 | 39,9 | 32,3 | 23,4  | 16,0  | 7,0   | 39,9  |
| Средний суточный максимум, °C | −9,3  | −8,7  | −2,2  | 8,5   | 18,4 | 23,3 | 25,0 | 23,1 | 16,1 | 7,0   | −1,4  | −7,2  | 7,8   |
| Средняя температура, °C       | −12,9 | −10,7 | −5,1  | 4,3   | 12,6 | 16,6 | 18,8 | 16,6 | 10,6 | 3,1   | −3,4  | −9,1  | 3,7   |
| Средний суточный минимум, °C  | −16,4 | −16   | −9,9  | 0,1   | 7,4  | 12,0 | 14,2 | 12,5 | 7,2  | 0,7   | −6,6  | −13,4 | −0,6  |
| Абсолютный минимум, °C        | −46,8 | −39,9 | −31,7 | −25,6 | −6,5 | −1,4 | 2,6  | 1,6  | −6,5 | −23,4 | −36,6 | −43,9 | −46,8 |
| Норма осадков, мм             | 30    | 24    | 24    | 35    | 40   | 66   | 83   | 64   | 54   | 53    | 43    | 38    | 554   |
| Источник: Климат              |       |       |       |       |      |      |      |      |      |       |       |       |       |

- Среднегодовая скорость ветра — 3.6 м/с
- Среднегодовая влажность воздуха — 75 %

Большинство абсолютных минимумов температуры в Чувашии по месяцам было зарегистрировано в XX веке и два минимума было зарегистрировано в XIX веке, в то время как три абсолютных максимума уже приходятся на начало нашего столетия.
| Год                   | Янв  | Фев  | Мар  | Апр  | Май  | Июн  | Июл  | Авг  | Сен  | Окт  | Ноя  | Дек  |
| --------------------- | ---- | ---- | ---- | ---- | ---- | ---- | ---- | ---- | ---- | ---- | ---- | ---- |
| Абсолютного максимума | 2001 | 1990 | 1937 | 1950 | 1921 | 1921 | 1971 | 2010 | 1951 | 1915 | 1998 | 2008 |
| Абсолютного минимума  | 1942 | 1930 | 1963 | 1963 | 1918 | 1892 | 1926 | 1932 | 1996 | 1920 | 1890 | 1978 |